# Pálmonostora
Pálmonostora is een plaats (község) en gemeente in het Hongaarse comitaat Bács-Kiskun. Pálmonostora telt 2075 inwoners (2002).